# Організація договору про колективну безпеку
Організація договору про колективну безпеку (ОДКБ, Ташкентський договір) — військово-політична міжнародна організація, до якої входять Білорусь, Казахстан, Киргизстан, Росія та Таджикистан. Вірменія призупинила свою участь 2024 року.

## Основні характеристики
Відповідно до офіційних російських документів, створена 15 травня 1992 організація «розглядається як головний міждержавний інструмент, покликаний протистояти регіональним викликам і загрозам військово-політичного і військово-стратегічного характеру, включаючи боротьбу з незаконним обігом наркотичних засобів і психотропних речовин».
В рамках організації проводяться операції:
- «Канал» (з боротьби з наркотрафіком),
- «Нелегал» (з протидії незаконній міграції),
- «ПРОКСІ» (з боротьби з кіберзлочинністю).

Організація має цінність для Росії як:
- інструмент реалізації російської зовнішньої політики,
- засіб відновлення впливу Росії на пострадянському просторі.

На відміну, наприклад, від НАТО критеріїв для прийому до ОДКБ не існує. Щоб стати членом ОДКБ, не треба відповідати демократичним критеріям і мати реформовану економіку і судову систему.
Влада Росії намагається подати ОДКБ як реальну альтернативу НАТО і всіма силами домагається збільшення ваги ОДКБ у системі міжнародних відносин. З грудня 2004-го ОДКБ має статус спостерігача Генеральної асамблеї ООН.

## Історія
15 травня 1992 Вірменія, Казахстан, Киргизстан, Росія, Таджикистан та Узбекистан підписали в Ташкенті договір про колективну безпеку (ДКБ). Азербайджан підписав договір 24 вересня 1993, Грузія — 9 вересня 1993, Білорусь — 31 грудня 1993.
Договір почав діяти з 20 квітня 1994. Договір був розрахований на 5 років та міг продовжуватися.
2 квітня 1999 президенти Білорусі, Вірменії, Казахстану, Киргизстану, Росії та Таджикистану підписали протокол про подовження терміну дії договору на наступний п'ятирічний період, проте Азербайджан, Грузія та Узбекистан відмовились від подовження договору, в тому ж році Узбекистан приєднався до ГУАМ.
На московській сесії ДКБ 14 травня 2002 ухвалено рішення про трансформацію ДКБ на повноцінну міжнародну організацію — Організацію Договору про колективну безпеку (ОДКБ). 7 жовтня 2002 в Кишиневі підписані Статут та Угода про правовий статус ОДКБ, які були ратифіковані всіма державами-членами ОДКБ та набрали чинності з 18 вересня 2003.
2 грудня 2004 Генеральна Асамблея ООН прийняла резолюцію про надання Організації Договору про колективну безпеку статусу спостерігача в Генеральній Асамблеї ООН.
16 серпня 2006 в Сочі підписано рішення про повноправне приєднання (відновлення членства) Узбекистану до ОДКБ.
4 лютого 2009 в Москві лідери країн ОДКБ схвалили створення Колективних сил оперативного реагування. Згідно з підписаним документом, Колективні сили оперативного реагування будуть використовуватися для відбиття військової агресії, проведення спеціальних операцій по боротьбі з міжнародним тероризмом та екстремізмом, транснаціональною організованою злочинністю, наркотрафіком, а також для ліквідації наслідків надзвичайних ситуацій.
3 квітня 2009 представник секретаріату ОДКБ заявив, що Іран в перспективі може отримати статус країни-спостерігача в ОДКБ.
14 червня 2009 в Москві відбулася сесія Ради колективної безпеки держав, за рішенням якої повинні були бути створені Колективні сили оперативного реагування. Однак Білорусь відмовилася від участі в сесії з причини розбуялої «молочної війни» з Росією, вважаючи, що без припинення дій, що підривають основи економічної безпеки партнерів, ухвалення рішень щодо інших аспектів безпеки не є можливим. Хоча рішення про створення КСОР на саміті було ухвалено іншими країнами-членами, воно виявилося нелегітимним: відповідно до пункту 1 правила 14, неучасть країни-члена організації в засіданнях Ради колективної безпеки, Ради міністрів закордонних справ, Ради міністрів оборони, Комітету секретарів рад безпеки означає відсутність згоди країни-члена організації на ухвалення рішень, що розглядаються цими органами і, відповідно, відсутність консенсусу для ухвалення рішень згідно з Правилом 14. Таким чином, розглянуті 14 червня на саміті ОДКБ в Москві документи не можуть вважатися ухваленими через відсутність консенсусу. Крім Білорусі, документ щодо КСОР не був підписаний і Узбекистаном. На саміті в Москві документ схвалили п'ять із семи країн, що входять в організацію: Вірменія, Киргизстан, Казахстан, Росія і Таджикистан.
2 жовтня 2009 інформаційні агентства поширили новину про те, що Білорусь приєдналася до угоди про КСОР на підставі заяви Президента РБ. Всі процедури з підписання документів про КСОР на сьогоднішній день завершені. Проте, вже 6 жовтня з'ясувалося, що Білорусь так і не підписала угоду про КСОР. Крім того, Олександр Лукашенко відмовився від спостереження за завершальною фазою навчань сил оперативного реагування ОДКБ, які пройшли 16 жовтня 2009 на полігоні Матибулак в Казахстані..
20 жовтня 2009 в секретаріат ОДКБ надійшли документи, підписані Білоруссю.
У червні 2010 через ситуацію в Киргизстані, пов'язану з протистоянням киргизької і узбецької діаспор, фактично призвела Киргизстан до стану громадянської війни, був екстрено скликаний Комітет секретарів рад безпеки. КСРБ був скликаний для вирішення питання про військову допомогу Киргизстану, що полягає у введенні в країну частин КСОР. З цим проханням до Президента РФ Дмитра Мєдвєдєва звернулася і президент Киргизстану Роза Отунбаєва. Тоді, після відмови ОДКБ від сприяння врегулюванню ситуації в державі-члені ОДКБ, різкій критиці цю організацію піддав президент Білорусі Олександр Лукашенко. Між тим, ОДКБ допомагала Киргизстану: організовувала пошуки призвідників заворушень і координацію співпраці з припинення діяльності терористичних груп, які фактично впливали на ситуацію з Афганістану, боротьбу з наркомафією, що працює на півдні Киргизстану, контроль всіх інформаційних джерел, що працювали на півдні країни. Деякі експерти вважають, що ОДКБ вчинила вірно, що не направила сили КСОР в Киргизстан, оскільки це б ще більше посилило міжнаціональну ситуацію в країні.
28 червня 2012 Ташкент направив ноту з повідомленням про призупинення членства Узбекистану в ОДКБ (офіційно припинено 19 грудня того ж року). 
У 2019 році в країнах-членах ОДКБ було проведено оперативних заходів «Найманець», який був спрямований на виявлення і ліквідацію осередків ісламістських рухів. В тому ж році було почато спеціальну операцію «Канал», яка була спрямована на боротьбу з міжнародним наркотрафіком в регіоні. 
Під час вірмено-азербайджанської війни у вересні-листопаді 2020 року ОДКБ не надало Вірменії допомоги у війні з Азербайджаном. Натомість Російська Федерація направила в зону конфлікту своїх миротворців. 
5 січня 2022 року через масові протести президент Казахстану Касим-Жомарт Токаєв попросив ОДКБ про військову допомогу. У ніч на 6 січня Рада ОДКБ ухвалила рішення про введення в Казахстан "миротворчих сил" із військовослужбовців Росії, Білорусі, Вірменії, Таджикистану і Киргизстану.
У лютому 2024 року Вірменія призупинила свою участь у ОДКБ, а у травні відмовилася від фінансування організації.

## Діяльність

### Співпраця ОДКБ зЄврАзЕС
25 жовтня 2004 в Москві Генеральний секретар ОДКБ Н. Бордюжа та Генеральний секретар ЄврАзЕС Г. Рапота підписали Протокол про співпрацю між Секретаріатом ОДКБ та Секретаріатом Інтеграційного Комітету ЄврАзЕС. Були заявлені такі напрями співпраці: обмін інформацією та документами, що мають двосторонню зацікавленість, експертна оцінка при підготуванні документів, участь у спільних заходах тощо.

### Військові навчання
Члени організації проводять численні військові навчання за участю значної кількості військовослужбовців. Як правило, це навчання російської армії та армії однієї з країн — членів цієї організації.
4 лютого 2008 в Москві на вищому рівні ухвалено рішення про створення сил швидкого реагування.

### Розширення ОДКБ
17 серпня 2006 до організації повернувся Узбекистан (28.07.12 призупинив членство).
3 квітня 2009 представник секретаріату ОДКБ зробив заяву, що Іран у перспективі може отримати статус країни-спостерігача в ОДКБ.
Після серпня 2009 р. Білорусь значно активізувала свою участь в ОДКБ і визнала цю організацію ключовим елементом захисту своєї державної безпеки.

### Введення військ ОДКБ в Казахстан (2022)

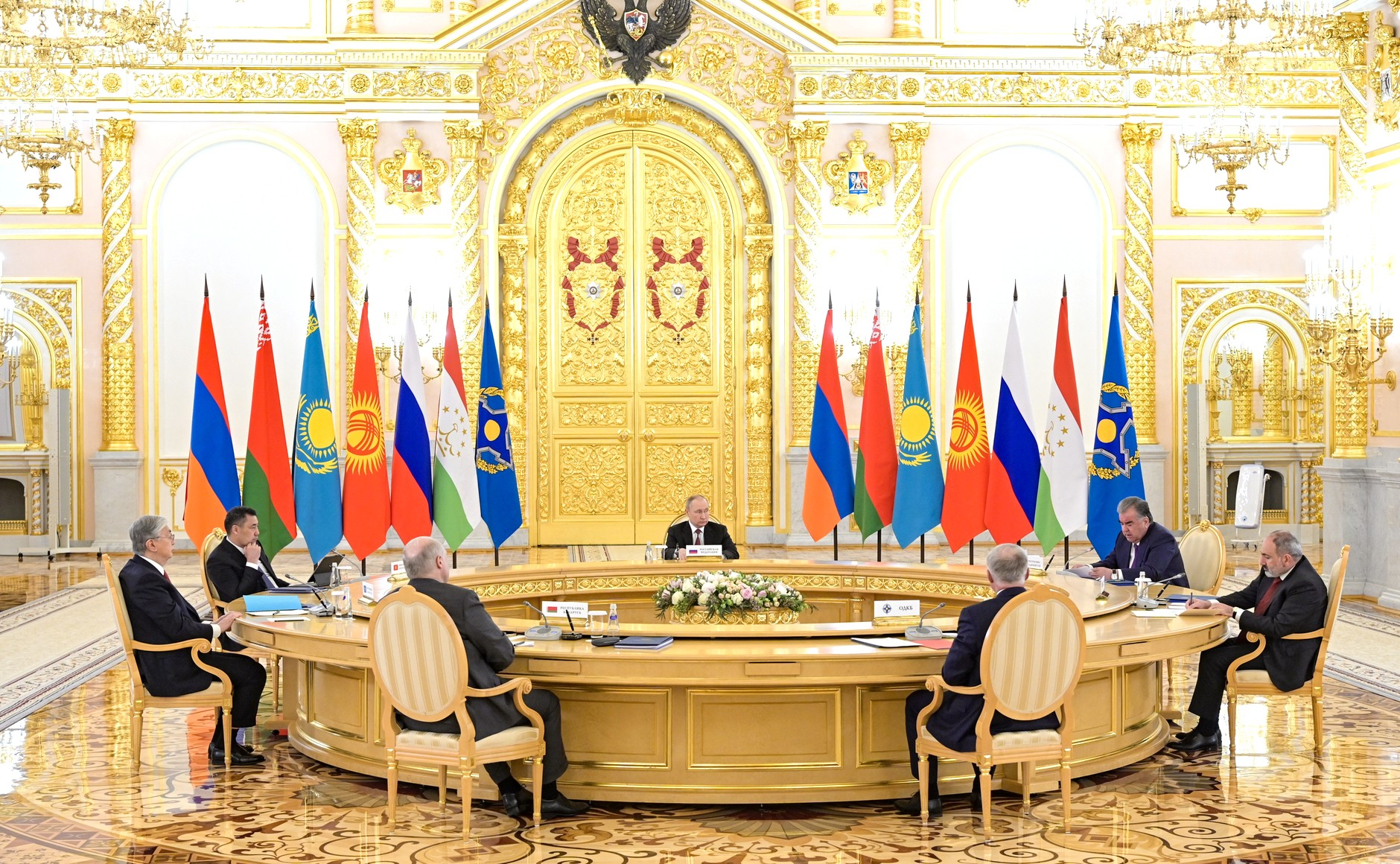
Саміт ОДКБ 2022

На початку січня 2022 року в Казахстані спалахнули масові народні протести, які спершу були спрямовані проти підняття цін на автомобільний газ, але потім переросли у масштабні заворушення і сутички проти клану Назарбаєвих і чинної казахської влади. Тому 5 січня 2022 року президент Казахстану Касим-Жомарт Токаєв попросив ОДКБ надати йому військову допомогу. Рада ОДКБ схвалила рішення про введення «миротворчих сил» Білорусі, Вірменії, Киргизстану, Росії і Таджикистану на територію Казахстану. Уже 6 січня російські війська вступили на територію Казахстану.

### Азербайджансько-вірменські зіткнення у вересні 2022 року
Після початку поновлених бойових дій між Вірменією та колишнім членом ОДКБ Азербайджаном 13 вересня 2022 року Вірменія задіяла статтю 4 договору, і місію ОДКБ, включаючи генерального секретаря ОДКБ Станіслава Зася та Анатолія Сидорова, було направлено для моніторингу ситуації вздовж кордону. Після зіткнень між військами Вірменії та Азербайджану у Єревані почалися мітинги з вимогою виходу з ОДКБ.

## Кризові явища в стані ОДКБ
Сама організація, як і багато інших російських інтеграційних проєктів, переживає кризу через великі суперечності між її учасниками, котрі домагаються різних військово-політичних цілей у Центральній Азії та на Південному Кавказі.
У 1999 році з цієї організації вийшли Азербайджан і Грузія. А Узбекистан, що встиг за сімнадцять років існування ОДКБ залишити організацію (1999) і знову до неї увійти після андижанських подій (2006), знову перебуває на межі виходу після початку відновлення діалогу із Заходом[джерело?].
Загострюють кризу і суперечності, які зберігаються між Узбекистаном і Таджикистаном, Киргизстаном, Казахстаном[джерело?].
Послаблює організацію намір Росії та Киргизстану, всупереч думці Узбекистану, відкрити військову базу біля киргизько-узбецького кордону. Тобто ОДКБ не може розв'язати кризи між учасниками договору і гарантувати їхню безпеку[джерело?].
В червні 2009 Білорусь, на тлі розгортання молочної війни з Росією дещо дистанціювалась від ОДКБ. При цьому Білорусь, як і Узбекистан, відмовилася підписувати угоду про формування Колективних сил оперативного реагування (КСОР).
Президент Білорусі Олександр Лукашенко пояснив, що Білорусь підпише угоду про створення сил оперативного реагування ОДКБ тільки на вигідних умовах:
|  | Але я запитаю: скажіть, що я маю захищати у вас, за що повинні гинути наші хлопці, коли що? За те, що нас у Росії на ринки не пускають? За те, що ми не можемо отримати енергоресурси з Казахстану, Таджикистану, Росії, за те, що нам загинають шалені ціни? Мертва тиша у відповідь. ... І зрозуміла тоді сама структура НАТО, що вони воюють одне за одного. Адже там немає ні бар'єрів, ні кордонів. Це виключено. Там сильні допомагають слабким. А в нас усе навпаки в цій ситуації. |

Однак заяви Президента Білорусі осені 2009 року підтверджують поглиблення співпраці цієї країни з ОДКБ. 20 жовтня 2009 в секретаріат ОДКБ надійшли документи про згоду на участь у формуванні КСШР, підписані Білоруссю.
Втім, Росія, з порушенням процедур, домоглася від інших країн згоди на створення КСШР.[джерело?] Ця історія стала дуже показовим прикладом того, як насправді працює механізм ухвалення рішень в ОДКБ. [джерело?]
28 червня 2012, Узбекистан надіслав ноту з повідомленням, про призупинення свого членства в ОДКБ.
22 лютого 2024, Вірменія заявила що призупиняє участь в ОДКБ та має намір вийти з організації.

## ОДКБ і Україна
Тимчасовий виконувач обов'язків міністра закордонних справ України Володимир Хандогій заявив у серпні 2009, що Україна не є членом ОДКБ і не має наміру вступати до неї.